# Slobodno skijanje na ZOI 2014.
Natjecanja u slobodnom skijanju na Zimskim olimpijskim igrama 2014. u Sočiju održavana su od 6. do 21. veljače u Roza Hutor Extrem Parku.

## Natjecanja

### Muškarci
| disciplina                       | zlato                           | srebro                     | bronca                     |
| Slobodno skijanje (po hupserima) | Alexandre Bilodeau Kanada       | Mikaël Kingsbury Kanada    | Aleksandr Smyšljaev Rusija |
| Ski cross                        | Jean-Frédéric Chapuis Francuska | Arnaud Bovolenta Francuska | Jonathan Midol Francuska   |
| Ski slopestyle                   | Joss Christensen SAD            | Gus Kenworthy SAD          | Nick Goepper SAD           |
| Akrobatski skokovi               | Anton Kushnir Bjelorusija       | David Morris Australija    | Jia Zongyang NR Kina       |
| Ski halfpipe                     | David Wise SAD                  | Mike Riddle Kanada         | Kevin Rolland Francuska    |

### Žene
| disciplina                       | zlato                          | srebro                       | bronca                   |
| Slobodno skijanje (po hupserima) | Justine Dufour-Lapointe Kanada | Chloé Dufour-Lapointe Kanada | Hannah Kearney SAD       |
| Ski cross                        | Marielle Thompson Kanada       | Kelsey Serwa Kanada          | Anna Holmlund Švedska    |
| Ski slopestyle                   | Dara Howell Kanada             | Devin Logan SAD              | Kim Lamarre Kanada       |
| Akrobatski skokovi               | Alla Tsuper Bjelorusija        | Xu Mengtao NR Kina           | Lydia Lassila Australija |
| Ski halfpipe                     | Maddie Bowman SAD              | Marie Martinod Francuska     | Ayana Onozuka Japan      |

## Vanjske poveznice
- Rezultati natjecanja  Arhivirana inačica izvorne stranice od 2. srpnja 2014. (Wayback Machine)